# Palazzo San Felice

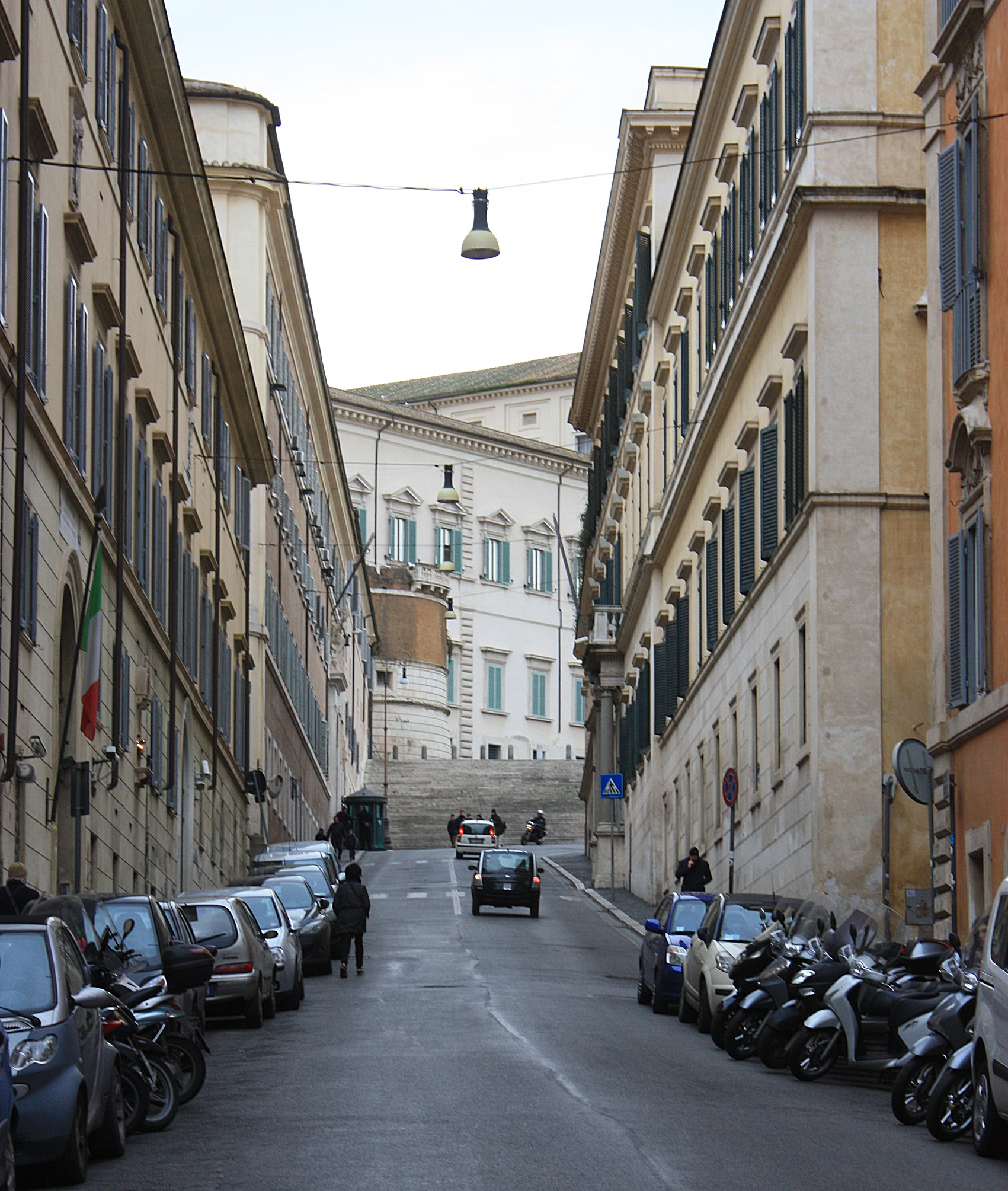
Nesta vista da Via della Dataria, o Palazzo San Felice é o da direita. À esquerda, estão o Palazzo della Dataria e o Palazzo della Panetteria respectivamente. No fundo está o Palazzo del Quirinale e no canto inferior direito é possível ver uma esquina do Palazzo Testa Piccolomini.

Palazzo San Felice ou Palazzo di San Felice é um palácio localizado no número 21 da Via della Dataria, no rione Trevi de Roma. Atualmente é um anexo do Palazzo del Quirinale, mas há planos de transformá-lo numa biblioteca pública até 2020.

## História

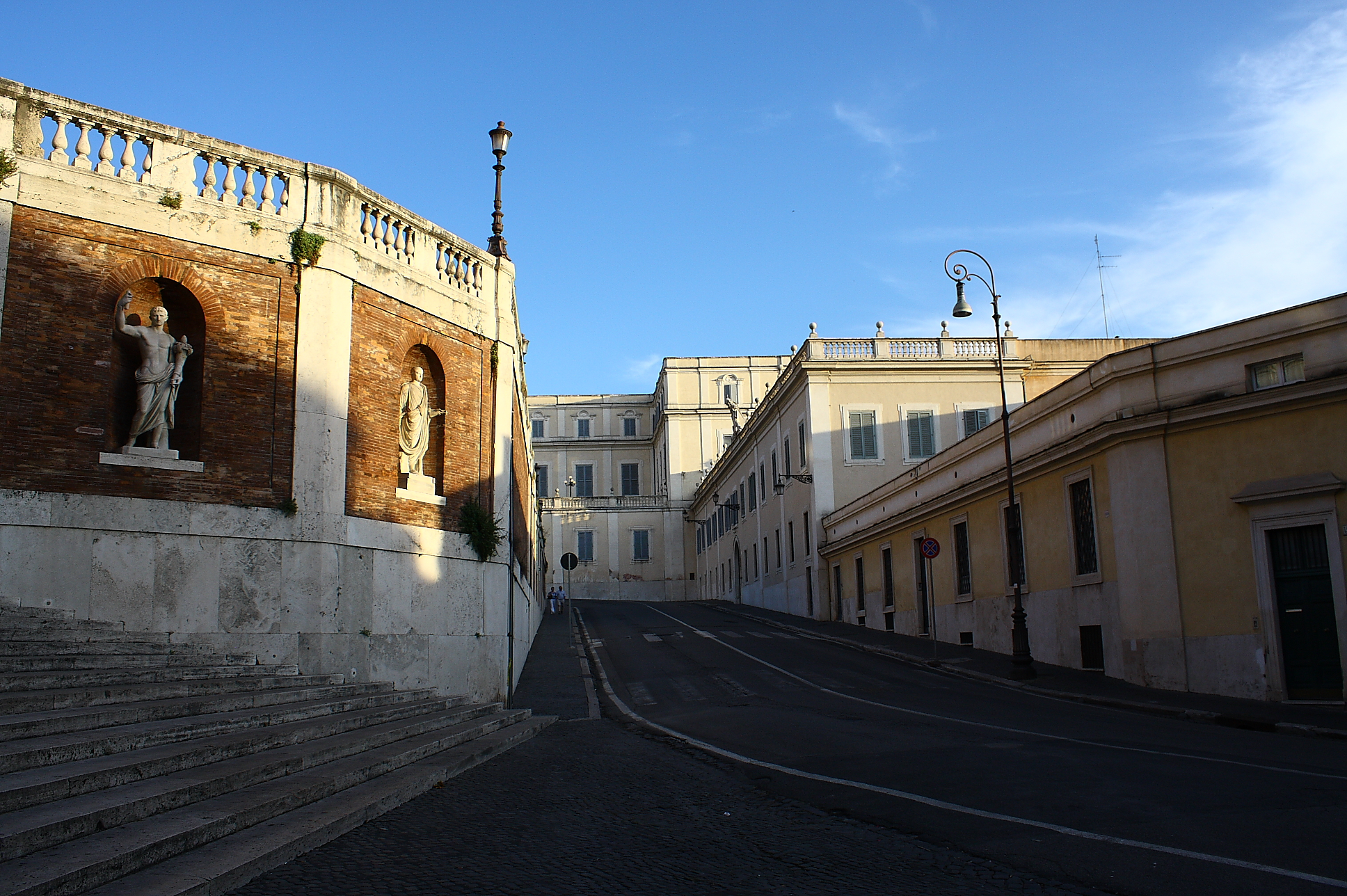
Vista a partir do Palazzo del Quirinale pela Salita di Montecavallo. No fundo, a Scuderie del Quirinale.

Este palácio foi construído em 1860 pelo arquiteto Filippo Martinucci (e seu filho Vincenzo Martinucci) numa área onde ficava um antigo mosteiro capuchinho anexo à igreja de San Bonaventura por ordem do papa Pio IX por ocasião de uma reorganização urbana da região. Seu objetivo era ser uma dependência do Palazzo del Quirinale, a residência oficial do papa na época, como recorda uma inscrição na fachada. Seu nome é uma referência a São Félix de Cantalice, que havia vivido no mosteiro. O edifício se apresenta em dois pisos com revestimento de tijolos lisos no primeiro, no qual se abre um belíssimo portal arqueado flanqueado por duas colunas sobre as quais se assenta uma pequena varanda no primeiro piso. 

## San Nicola de Portiise Sepulcro dos Semprônios
O seu grande pátio quadrado esconde dois tesouros: uma pequena porção da igreja superior de San Nicola de Portiis, assim chamada porque ela foi construída, depois do século XIV, sobre uma mais antiga, do século IX, e os restos de um sepulcro romano, chamado Sepulcro dos Semprônios, descoberto em 1863 e construído na metade do século I a.C.. Sua fachada, em blocos de travertino, coroada por um friso com palmetas em relevo e por um beiral com óvolos e dentículos, apresenta no centro uma porta em arco encimada por uma inscrição que recorda o nome de seus antigos proprietários: Cneu Semprônio, sua irmã Semprônia e sua mãe Lárcia. Um corredor circular com cerca de três metros, em blocos de travertino, excluída a última fileira, em tufo, conduz a uma cela funerária (conservada apenas numa pequena parte), escava na rocha, também de tufo, com paredes de tijolos, um dos mais antigos exemplos conhecidos desta técnica.

## Nova biblioteca
O edifício abriga atualmente escritórios da Presidência da República. Em 2017, foi anunciado que ele abrigaria a partir de 31 de dezembro de 2020 a biblioteca gerida pela Mibact (em italiano:  Ministero per i beni e le attività culturali) atualmente abrigada no Palazzo Venezia. É uma coleção enorme e ainda em expansão, contando com cerca de 380 000 volumes, entre os quais incunábulos dos séculos XVI e XVII, outros 1 600 manuscritos e itens de arquivo, como 100 000 cartas, 3 500 periódicos, 20 700 gravuras e fotografias, 2 000 manifestações teatrais, 66 000 microfilmes e 400 CD-ROMs. Esta coleção ficará abrigada num espaço de mais de 8 800 m2: nos cinco pisos, dos quais um deles no subsolo, há uma grande sala de leitura (1 982 m2), escritórios (1 328 m2), depósitos (1 374 m2), espaços técnicos (180 m2), áreas de exposição (275 m2), espaços externos para eventos (470 m2), recepções (191 m2), bar e restaurante (355 m2). O palácio, segundo o acordo firmado com o escritório da presidência, ficará sob o comando do Mibact por 25 anos.